# حاييم يهودا
حاييم يهودا هو سياسي إسرائيلي، ولد في 9 نوفمبر 1917 في القاهرة في مصر، وتوفي في 1985 في إسرائيل. نشط حزبياً في حزب العمال الموحد. وقد انتخب عضو الكنيست ‏ (15 أغسطس 1955 – 10 يوليو 1960).